# Pheidole argentina
Pheidole argentina  es una especie hormiga de la subfamilia Myrmicinae. Es endémica de Argentina.

## Fuente
- Social Insects Specialist Group 1996.  Pheidole argentina.   2006 IUCN Lista Roja de Especies Amenazadas; bajado 10 de agosto de 2007.